# Hadsundbroen
Hadsundbroen er en klapbro beregnet til motortrafik, der krydser Mariager Fjord og forbinder Kronjylland (Hadsund Syd) og Himmerland (Hadsund). Klapbroen åbnede 10. november 1976 efter at byggeriet blev startet i 1974. Broen er 252 meter lang, 21,6 meter bred og har en gennemsejlingsbredde på 26 meter.
- Længde: 251,7 meter
- Bredde: 21,6 meter
- Gennemsejlingshøjde: 2,9 meter, kan åbnes
- Gennemsejlingsbredde: 26 meter
- Byggeperiode: 1974 – 1976
- Indvielsesdato: 10. november 1976
- Bilspor: 4
- Togspor: 0
- Cykelstier: 2
- Fortove: 1

## Forgænger
Den afløste den gamle 260 meter lange svingbro, der var bygget som kombineret jernbane- og vejbro.
Den gamle Hadsundbro, der i sin tid afløste færgefarten på stedet, blev realiseret, efter at Aalborg-Hadsund Jernbane på nordsiden i 1900 havde kompletteret den i 1883 åbnede Randers-Hadsund Jernbane på sydsiden. Staten havde på finansloven afsat 350.000 kr., og de interesserede amter og kommuner havde bevilget 100.000 kr., hvorefter der var 450.000 kr. til rådighed for bygningen af en bro.
Efter en licitation, hvor der indkom fire projektforslag, valgte bedømmelseskomiteen i slutningen af 1901 projektet indsendt af N.C. Monberg. Budgettet blev efter tilretning af projektet på 425.000 kr.
Opførelsen blev påbegyndt i 1902, og 16. december 1904 kunne broen overdrages til direktionen for Aalborg-Hadsund Jernbane, og trafikken over broen kunne begynde. Aalborg-Hadsund Jernbanes tog, der indtil broens åbning havde haft endestation ved Hadsund Nord Station, blev nu forlænget til Hadsund Syd Station – Randers-Hadsund Jernbanes endestation syd for fjorden. Togene og vejtrafikken deltes om kørebanen, som blev spærret for vejtrafik, når tog ventedes.
Broens gennemsejlingsfag blev snart en flaskehals for de stadigt større skibe, og i 1927 blev broen ombygget med et længere svingfag, som gav større gennemsejlingsbredde. Broen var klar efter ombygningen 29. november 1927, og samtidig ændredes togtrafikken på broen, så det fra denne dato var Randers-Hadsund Jernbanes tog, der kørte over broen og fik endestation på Hadsund Nord station.
Den 31. marts 1969 blev begge privatbanerne til Hadsund nedlagt, og broen tjente herefter udelukkende vejtrafikken og de gående. På grund af de stadigt bredere lastbiler, der ikke kunne mødes på broen, var det nødvendigt at regulere trafikken med lysregulering, så bilerne kun kunne køre i en retning ad gangen. Dette var – sammen med de lange spærringstider for biltrafikken på grund af broens teknisk betingede langsomme åbning og lukning – stærkt medvirkende til at fremme planerne om en ny Hadsundbro: Den gamle bro var blevet en trafikal flaskehals.

### Teknik
Den gamle Hadsundbro var en 260 meter lang svingbro, bygget i nittet stålgitterkonstruktion. Tre lange buefag på hver 41,5 m udgjorde oprindeligt broens nordlige del, og de karakteristiske brobuer gav senere Hadsund Kommunes våben sin karakteristiske profil. Den sydlige ende af broen udgjordes af syv korte og lave fag på hver 20,8 m. Det midterste af de lange buefag var svingfaget. Det hvilede på en midterpille og kunne drejes 90 grader, så der åbnedes en gennemsejlingsåbning på ca. 15 m på hver side af midterpillen. Ved ombygningen i 1927 fik broen et nyt svingfag, der var ca. 15 meter længere end det oprindelige, hvilket gav to gennemsejlingsåbninger på 22,6 m. De to andre buefag afkortedes tilsvarende, hvilket ændrede broens profil. Efter nedlæggelsen af jernbanerne fjernedes sporet, og den oprindelige kørebane bestående af et trædæk udskiftedes med en ny betonkørebane.

### Kugleleje
Kuglelejet fra den gamle svingbro står i dag som en anden skulptur i anlægget vest for Hadsundbroen side om side med Danny Severin Rasmussens unavngivne skulptur, opstillet i 1983. Den gamle Hadsundbros gennemsejlingsbredde blev for lille og svingpartiet dermed for kort, efterhånden som større og større skibe søgte op i Mariager Fjord. I 1927 blev svingpartiet - jf. afsnittet ovenfor - bygget længere, og i den anledning blev fremstillet et nyt kugleleje, som var det, hele svingpartiet drejede omkring. Samtidig blev der fremstillet et reserve kugleleje, der kunne bruges hvis det første blev skadet eller slidt op. Da broen i 1976 blev erstattet af den nye Hadsundbro, var det første kugleleje stadig i brug. Reservelejet, der altså aldrig kom i brug, står nu på havnen, mens det brugte er kommet på Teknisk Museum.